# Mycetophila franzi
Mycetophila franzi är en tvåvingeart som beskrevs av Eberhard Plassmann 1977. Mycetophila franzi ingår i släktet Mycetophila och familjen svampmyggor.
Artens utbredningsområde är Nepal. Inga underarter finns listade i Catalogue of Life.